# Global Voices
Global Voices est un réseau international et multilingue de blogueurs, traducteurs, journalistes, chercheurs et militants des droits de l'homme qui suivent et couvrent l'actualité de la blogosphère mondiale. Il s'agit d'un projet à but non lucratif fondé au Berkman Center for Internet and Society (en) de la Faculté de droit de Harvard, par Ethan Zuckerman, actuellement professeur à l'Université du Massachusetts, et Rebecca MacKinnon, en 2004. Global Voices est devenu formellement en 2008 une organisation à but non lucratif et une fondation basée à Amsterdam.

## But
Global Voices a un double objectif.
Premièrement, faire un pont entre les langues et les cultures. Une équipe de plusieurs centaines de rédacteurs et traducteurs pour la plupart bénévoles sélectionnent des articles et informations provenant de blogs et des réseaux sociaux n'importe où dans le monde, en s'intéressant particulièrement aux pays ou communautés  sous-représentées sur le Web.
Son deuxième objectif est de développer des outils et des ressources qui rendent la réalisation du premier plus efficace. La meilleure façon de faire entendre les voix des sous-représentés est souvent de voir les informations reprises par les médias traditionnels. Global Voices accueille donc favorablement toute reprise de ses articles et partenariat et se voit comme une source complémentaire de la presse traditionnelle, plutôt que dans un rôle d'opposition.
Global Voice a fêté son dixième anniversaire en 2015 lors du Sommet des médias citoyens à Cebu, aux Philippines. Différents organismes, dont l'agence Reuters, la Fondation Ford, la Fondation HIVOS, ont soutenu ou soutiennent Global Voices par des bourses, des Prix, des partenariats depuis sa création. Pour sa contribution à l'innovation dans le journalisme, Global Voices a par exemple obtenu le prix Knight-Batten dès 2006.
Comme les précédents sommets mondiaux de Global Voices, l’édition de 2024  a eu lieu les 6 et 7 décembre à Katmandou au Népal. Un événement  pour aborder, d’un point de vue de la majorité mondiale, les médias numériques, la connaissance et l’activisme.

## Traductions de Global Voices dans d'autres langues
En 2007, un projet de traduction du site grâce à des bénévoles de l'anglais vers d'autres langues a été lancé avec le projet Lingua. Il y a actuellement trente sites actifs, fonctionnant de façon autonome, dans autant de langues. Une dizaine publie des articles dans des langues rares ou peu utilisées sur le Web, comme l'aymara. Désormais, chaque édition indépendante peut publier des articles et revues de blogs dans sa propre langue. Les articles sont ensuite traduits vers l'anglais, le français ou l'une des trente autres langues usitées dans cette communauté, sur le modèle de la traduction bénévole.